# Saison 7 de Vampire Diaries
Chronologie
Saison 6 Saison 8
La septième saison de Vampire Diaries (The Vampire Diaries), série télévisée américaine, est constituée de vingt-deux épisodes diffusée du 8 octobre 2015 au 13 mai 2016 sur The CW, aux États-Unis.

## Synopsis
Plusieurs mois après qu'Elena a été plongée dans le sommeil, les Hérétiques et Lily Salvatore ont pris le contrôle de Mystic Falls en plongeant la ville dans le chaos en terrorisant la population de Mystic Falls. Caroline, Stefan et Matt font un pacte de non agression avec les Hérétiques et évacuent la population. Mais Damon et Bonnie ne sont pas du tout d'accord et décident d'attaquer en tuant un des Hérétiques. Révoltés, ceux-ci ressuscitent Julian, un vampire âgé de cinq cents ans et le véritable amour de Lily qui avait été enfermé un siècle auparavant dans un artefact appelé la Pierre du Phénix, objet qui contient des âmes de vampires emprisonnés et appartenant à la célèbre chasseuse de vampires Rayna Cruz. L'une des Hérétiques, Valérie, les trahit en se joignant à Stefan et Damon dans le but qu'ils assassinent Julian, tandis que Caroline se retrouve miraculeusement enceinte des jumeaux d'Alaric (jumeaux qui avaient été tués par Kai en même temps que leur mère Jo). Lors d'une des nombreuses opérations visant à supprimer Julian, Lily est tuée et les frères Salvatore se retrouvent emprisonnés dans la Pierre du Phénix, où ils sont projetés dans un autre monde, monde dans lequel ils verront toutes les atrocités qu'ils ont commises. Lorsqu'ils sont finalement libérés par Bonnie, Damon reste hanté par des hallucinations dans lesquels il croit à tort qu'il a tué Elena. De son côté, Stefan s'allie avec Valérie et ils arrivent à tuer Julian. Il rompt également avec Caroline en se mettant en couple avec Valérie. Plus tard, Damon décide, à la surprise générale, de s'enfermer dans un cercueil en attendant le réveil d'Elena afin de ne plus faire souffrir son entourage.
Trois ans plus tard, Caroline est partie vivre avec Alaric et leurs filles, tandis que Bonnie s'est mise en couple avec Enzo. Stefan, lui, se retrouve traqué par la chasseuse Rayna Cruz, qui a débarqué en ville. Cette dernière, immortelle et indestructible, pourchasse sans relâche le moindre vampire qui s'est échappé de la Pierre du Phénix. Damon essayera tant bien que mal de sauver son frère mais ne fera qu'empirer les choses; Stefan se retrouvant une nouvelle fois emprisonné dans la Pierre de Phénix, juste avant qu'elle ne soit définitivement détruite. L'âme de Stefan se retrouve piégée par mégarde dans le corps d'un humain. Après avoir sauvé son frère, Damon doit affronter l'hostilité de Bonnie, qui lui en veut de l'avoir abandonné pendant trois ans. La jeune femme découvre par la suite avec horreur qu'elle a été empoisonnée depuis plus de trois ans par le sang de Rayna Cruz et qu'elle est condamnée. Enzo et Damon font tout pour la sauver, tandis que Stefan doit faire face à la rancœur de Caroline à son égard pour lui avoir brisé le cœur trois ans auparavant. Afin de sauver Bonnie, Rayna lui offre sa dernière vie mais en mourant, lui transmet ses aptitudes de chasseuse. Désormais chasseuse de vampires, Bonnie se met à traquer à contrecœur sans relâche ses amis, bien que ne leur voulant aucun mal. Dans le dernier épisode de la saison, Damon et Enzo entrent dans le bâtiment de l'Armurerie afin de la guérir. Ils arrivent finalement à la guérir mais sont capturés par la mystérieuse créature surnaturelle qui hante les lieux. Ne pouvant être localisés même par Bonnie, Damon et Enzo se sont comme évaporés de la surface de la terre. Plusieurs mois plus tard, Bonnie, Caroline et Stefan (qui se sont entre-temps remis en couple) entendent une rumeur selon laquelle une centaine de disparitions inexpliquées auraient été signalées sur la côte ouest. Nous voyons alors Damon et Enzo dans un immense entrepôt, comme possédés, s'amuser à pendre par les pieds et à égorger des centaines de victimes humaines.

## Distribution

### Acteurs principaux
- Paul Wesley (VF : Stéphane Pouplard) : Stefan Salvatore
- Ian Somerhalder (VF : Cédric Dumond) : Damon Salvatore
- Candice Accola (VF : Fily Keita) : Caroline Forbes
- Katerina Graham (VF : Stéphanie Hédin) : Bonnie Bennett
- Zach Roerig (VF : Yann Peira)  : Matt Donovan
- Matt Davis (VF : Alexis Victor) : Alaric Saltzman
- Michael Malarkey (VF : Pascal Nowak) : Lorenzo « Enzo » St. John

### Acteurs récurrents
- Elizabeth Blackmore (VF : Ingrid Donnadieu) : Valerie Tulle[1] (16 épisodes)
- Scarlett Byrne (VF : Marie Diot) : Nora Hildegard[1] (12 épisodes)
- Teressa Liane (VF : Edwige Lemoine) : Mary-Louise[1] (11 épisodes)
- Annie Wersching (VF : Laurence Dourlens) : Lily Salvatore (10 épisodes)
- Todd Lasance (VF : Vincent de Bouard) : Julian (10 épisodes)
- Leslie-Anne Huff (VF : France Renard) : Rayna Cruz [2] (9 épisodes)
- Jaiden Kane : Beau (7 épisodes)
- Mouzam Makkar (VF : Laëtitia Lefebvre) : Alexandria « Alex » Saint-John[3] (5 épisodes)
- Ana Nogueira (VF : Marie Zidi) : Penny Ares (5 épisodes)
- Michael Trevino (VF : Donald Reignoux) : Tyler Lockwood (4 épisodes)
- Evan Gamble : Henry (4 épisodes)

### Invités
- Justice Leak (en) : Malcolm (épisode 1)
- Tim Kang (VF : Stéphane Roux) : Oscar (épisodes 3 à 5)
- Jodi Lyn O'Keefe (VF : Cathy Diraison) : Jo Laughlin/ Florence (3 épisodes)
- Joseph Morgan (VF : Sébastien Desjours) : Klaus Mikaelson (épisode 14)
- Nina Dobrev (VF : Caroline Lallau) : Elena Gilbert (épisode 22 - voix seulement)

## Production

### Développement
Le 11 janvier 2015, la série a été renouvelée pour cette septième saison.
Un cross-over avec la série dérivée The Originals est prévu lors du quatorzième épisode.

### Casting
En avril 2015, l'actrice principale Nina Dobrev ayant annoncé son départ de la série à l'issue de la fin de la sixième saison faute d'emploi du temps lié au cinéma, elle a toutefois effectué le temps d'un caméo une apparition vocale lors du dernier épisode de cette saison.

### Diffusions
Aux États-Unis, elle a été diffusée du 8 octobre 2015 au 13 mai 2016 sur The CW.
En France, elle a été diffusée du 13 janvier 2017 au 10 mars 2017 sur Série Club puis du 2 mai 2017 au 31 mai 2017 sur NT1.

## Liste des épisodes

### Épisode 1:Pour tuer le temps
- États-Unis /  Canada : 8 octobre 2015 sur The CW[9] / CTV Two
- France : 
  - 13 janvier 2017 sur Série Club[8]
  - 2 mai 2017 sur NT1
- Québec : 9 février 2018 sur VRAK.TV

- États-Unis : 1,38 million de téléspectateurs[10] (première diffusion)

Brooklyn, New York 3 ans plus tard : Stefan va nourrir Damon qui est dans un cercueil et lui dit qu'il a besoin de lui.
Maintenant : Kai a désormais lié la vie d'Elena à celle de sa meilleure amie, Bonnie. Damon est donc forcé de vivre sans son âme sœur. Bonnie, elle, en ressort plus forte que jamais et décide de devenir un guide pour Damon : elle pourra ainsi le garder à l’œil, comme il le fait pour Alaric depuis la perte de sa fiancée Jo. Pendant ce temps, Stefan décide de protéger Mystic Falls des agissements de sa mère, Lily. Celle-ci tente d'apprendre la mesure à "sa famille", les Hérétiques. Toutefois, comme Valerie, Nora et Mary-Louise tuent deux personnes, Stefan, Caroline et Matt tentent, sans succès, de les supprimer dans l'explosion de leur maison. Après un massacre, Stefan décide avec Lily de faire une trêve qui a pour conséquence la purge des habitants de la ville. Bonnie et Damon s'opposant à cette décision décident malgré tout de tuer un Hérétique, Malcolm. Caroline embrasse Stefan. Enzo drogue Caroline et lui dit qu'il a choisi le camp de Lily.

### Épisode 2:La Pierre du Phénix
- États-Unis /  Canada : 15 octobre 2015 sur The CW / CTV Two
- France : 
  - 13 janvier 2017 sur Série Club
  - 3 mai 2017 sur NT1
- Québec : 16 février 2018 sur VRAK.TV

- États-Unis : 1,4 million de téléspectateurs[11] (première diffusion)

Dallas, Texas 3 ans plus tard : Caroline est journaliste et est fiancée. Damon qui doit faire amende honorable auprès du camp adverse : il avoue avoir tué Malcolm. Alaric apprend de Bonnie que la pierre du phénix est maléfique mais il le savait déjà. Alaric, désespéré cherche un moyen de ramener Jo à la vie et parle de la pierre du phénix à Bonnie.
Caroline est torturée par Mary-Louise. Bonnie arrête le cœur de Matt pour que l'acte notarié soit annulé. Bonnie a des flashback comme lorsqu'elle a touché la pierre avec Alaric et elle s’évanouit. Lily fait disparaitre le cercueil d'Elena. Valérie a lancé un sort à Caroline qui fait qu' aucun vampire ne peut la toucher. Damon quitte la ville à la demande de Lily. Alaric ment à Bonnie en disant avoir détruit la pierre et l'essaye sur un cadavre qui revient à la vie. Enzo avoue ses sentiments à Lily. Caroline apprend grâce à Nora que Stefan connait Valérie.

### Épisode 3:Le Temps de l'innocence
- États-Unis /  Canada : 22 octobre 2015 sur The CW / CTV Two
- France : 
  - 13 janvier 2017 sur Série Club
  - 4 mai 2017 sur NT1
- Québec : 23 février 2018 sur VRAK.TV

- États-Unis : 1,2 million de téléspectateurs[12] (première diffusion)

### Épisode 4:Près de mon cœur
- États-Unis /  Canada : 29 octobre 2015 sur The CW / CTV Two
- France : 
  - 20 janvier 2017 sur Série Club
  - 5 mai 2017 sur NT1
- Québec : 2 mars 2018 sur VRAK.TV

- États-Unis : 1,24 million de téléspectateurs[13] (première diffusion)

### Épisode 5:Les Âmes égarées
- États-Unis /  Canada : 5 novembre 2015 sur The CW / CTV Two
- France : 
  - 20 janvier 2017 sur Série Club
  - 8 mai 2017 sur NT1
- Québec : 9 mars 2018 sur VRAK.TV

- États-Unis : 1,34 million de téléspectateurs[14] (première diffusion)

### Épisode 6:Demain, ce soir, maintenant
- États-Unis /  Canada : 12 novembre 2015 sur The CW / CTV Two
- France : 
  - 20 janvier 2017 sur Série Club
  - 9 mai 2017 sur NT1
- Québec : 16 mars 2018 sur VRAK.TV

- États-Unis : 1,32 million de téléspectateurs[15] (première diffusion)

### Épisode 7:En finir avec le passé
- États-Unis /  Canada : 19 novembre 2015 sur The CW / CTV Two
- France : 
  - 27 janvier 2017 sur Série Club
  - 10 mai 2017 sur NT1
- Québec : 23 mars 2018 sur VRAK.TV

- États-Unis : 1,1 million de téléspectateurs[16] (première diffusion)

### Épisode 8:Pardonner… ou pas
- États-Unis /  Canada : 3 décembre 2015 sur The CW / CTV Two
- France : 
  - 27 janvier 2017 sur Série Club
  - 11 mai 2017 sur NT1
- Québec : 30 mars 2018 sur VRAK.TV

- États-Unis : 1,31 million de téléspectateurs[17] (première diffusion)

Trois ans dans le futur, Damon est attaché à une chaise et torturé avec de la veine de venus. Il appelle Lily à l'aide alors que celle-ci entre dans la pièce. Retour dans le présent : comme Julian et Lily organisent une fête d'anniversaire pour Mary Louise et Nora, Stefan et Damon mettent en place un plan risqué pour éliminer Julian. Pendant ce temps, Caroline est obligée de faire face à sa nouvelle réalité, même si elle menace de détruire sa relation avec Stefan. Échappant à une énième tentative de meurtre de la part de Stefan et Damon, Julian enlève Damon et Valérie et impose un choix à Lily: elle doit laisser mourir l'un des deux. Ne supportant pas l'idée de devoir choisir entre ses deux enfants, Lily décide de se suicider en s'enfonçant elle-même un pieu dans le cœur, persuadée que cela éliminera Julian par la même occasion. Ce dernier lui révèle alors qu'il a déjà rompu le sort qui les liait l'un à l'autre. Lily agonise, des fragments de bois étant restés plantés dans son cœur. Entourée de toute sa "famille" et de ses deux fils, elle rend l'âme.

### Épisode 9:Le Supplice éternel
- États-Unis /  Canada : 10 décembre 2015 sur The CW / CTV Two
- France : 
  - 31 janvier 2017 sur Série Club
  - 12 mai 2017 sur NT1
- Québec :6 avril 2018 sur VRAK.TV

- États-Unis : 1,18 million de téléspectateurs[18] (première diffusion)

Trois ans dans le futur, Stefan, de nouveau en couple avec Valerie, décide d'aller libérer Damon et Caroline de la mystérieuse femme. Dans le présent, Stefan, Nora et Valerie préparent l'enterrement de Lily mais Damon refuse de montrer la moindre marque d'affection ou de remords à l'égard de sa mère.
En plein dans les festivités de Noël, Stefan et Damon, à la recherche de Julian, arrivent dans une petite ville près de Mystic Falls. Tout en gérant une collecte de jouets à l'université de Whitmore, Bonnie cherche de l'aide auprès de Nora et les deux jeunes femmes vont se rapprocher.
- Cet épisode est le dernier diffusé avant la pause hivernale, aux États-Unis.

### Épisode 10:Souffrir d'aimer
- États-Unis /  Canada : 29 janvier 2016 sur The CW[19] / CTV Two
- France : 
  - 1er février 2017 sur Série Club
  - 15 mai 2017 sur NT1
- Québec :13 avril 2018 sur VRAK.TV

- États-Unis : 1,23 million de téléspectateurs[20] (première diffusion)

Après que Damon et Stefan ont été poignardés par Julian et Nora, leurs âmes se retrouvent emprisonnées dans la Pierre du Phénix. Damon se retrouve en 1863 et est obligé de revivre la journée de la Guerre Civile où il a été contraint de tuer pour la première fois. À ce moment-là dans le présent, Bonnie arrive à le ramener et lui annonce que trois mois se sont écoulés. Elle lui annonce également que Julian a volé le corps de Stefan. Damon les retrouve mais trop tard, Julian met le feu au corps de Stefan. Damon se réveille soudain, de retour à la journée de 1863. Au fur et à mesure, il se rend compte qu'il revit la même journée, encore et encore. Il se rend également compte que tant qu'il n'aura pas éprouvé des remords d'avoir assassiné une famille innocente, il restera prisonnier dans cet enfer personnel. Ce cycle infernal reprend donc indéfiniment. Damon essaie tant bien que mal d'arranger les choses dans son passé et d'éviter le meurtre mais n'y parvient pas. En transe, il a des visions de sa mère et de Stefan. Ces derniers lui reprochent son manque de remords vis-à-vis de la mort de Lily. Finalement, Damon arrive à pardonner à sa mère et finit par montrer du remords. Il lui déclare à ce moment-là être prêt à tout pour pouvoir passer quelque temps avec elle. Puis dans la vision, Lily meurt et Damon ressent une grande culpabilité.

### Épisode 11:La Dernière Flamme
- Canada : 4 février 2016 sur CTV Two
- États-Unis : 5 février 2016 sur The CW
- France : 
  - 2 février 2017 sur Série Club
  - 16 mai 2017 sur NT1
- Québec :20 avril 2018 sur VRAK.TV

- États-Unis : 1,09 million de téléspectateurs[21] (première diffusion)

Après avoir attaqué Stefan, Bonnie, Caroline et Matt, Damon est neutralisé par Caroline. Le lendemain, il s'entretient avec Stefan et les deux frères font le point sur l'enfer qu'ils ont vécu lorsqu'ils étaient prisonniers de la Pierre du Phénix. Stefan, qui se trouvait dans le cercueil où Silas l'avait enfermé deux ans auparavant et qui se noyait sans cesse dans la clairière, raconte qu'il était cette fois-ci avec Damon. Afin de s'échapper de ce calvaire, il a dû abandonner Damon et le laisser se noyer. Depuis lors, il a sans arrêt des hallucinations de Damon. Ce dernier commence petit à petit à revenir à la raison, mais a sans cesse des hallucinations d'Henry. Les deux frères se rendent compte que durant leur « mort », la ville de Mystic Falls a été envahie et contrôlée par Julian, qui dirige maintenant la ville, secondé par toute une horde de vampires.
Parallèlement, Tyler revient en ville pour participer à la baby shower qu'a organisée Caroline pour la venue des jumelles d'Alaric. À la fin de la fête, Caroline apprend qu'Alaric compte déménager loin de Mystic Falls dès que les bébés seront nés.
De son côté, Matt est arrêté pour conduite en état d'ivresse. Trois ans dans le futur, il délivre Caroline et on apprend que l'enlèvement était une mise en scène pour atteindre Stefan et que la petite amie de Matt a été tuée.

### Épisode 12:La Tueuse de vampires
- Canada : 11 février 2016 sur CTV Two
- États-Unis : 12 février 2016 sur The CW
- France : 
  - 2 février 2017 sur Série Club
  - 17 mai 2017 sur NT1
- Québec :27 avril 2018 sur VRAK.TV

- États-Unis : 1,05 million de téléspectateurs[22] (première diffusion)

Alors qu'il ne se pardonne pas d'avoir tué Elena, Damon commet de nombreux excès en tout genre, il n'hésite pas à attaquer des humains au hasard et va jusqu'à provoquer Julian dans un duel au corps à corps afin de se faire souffrir. Mais Julian le maîtrise rapidement et est sur le point de l'achever lorsqu'il est stoppé dans son élan par Stefan. Après le combat, Damon avoue finalement à son frère qu'il a tué Elena. Anéanti par cette révélation, Stefan est rejoint par Valérie et rend Julian responsable de tous les maux qu'il a endurés depuis plusieurs mois (la mort de Lily, la prise de Mystic Falls, l'assassinat du bébé de Valérie, l'épisode dans la Pierre du Phénix, la mort d'Elena...). Révolté, il se rend chez Julian et, avec l'aide de Valérie, réussit à le tuer en lui enfonçant un pieu dans le cœur. De son côté, Bonnie, accompagnée par Nora et Mary-Louise, est à la recherche de la chasseuse appelée Rayna, qui pourchasse tous les survivants de la Pierre du Phénix. Les trois femmes finissent par la retrouver dans un hôpital psychiatrique mais constatent que la chasseuse n'est guère menaçante, étant donné qu'elle a quatre-vingts ans et est attachée à son lit en isolement. Mais les apparences sont trompeuses et Rayna essaye de tuer Bonnie, avant d'être achevée par Enzo, venu en renfort. Ce dernier se débarrasse du corps en l'incinérant. Mais durant la crémation, la vraie apparence de la chasseuse (celle d'une jeune femme) réapparaît des cendres du bûcher sous les yeux d'Enzo, satisfait. Matt, libéré de prison, apprend l'existence des vampires à la jeune policière qui l'avait arrêté la veille. Quant à Caroline, désormais alitée à l'hôpital, elle se rend compte que les jumelles qu'elle attend sont des siphoneuses, et qu'elles commencent à aspirer (non intentionnellement) toute la magie présente dans son corps de vampire. Ce qui fait que son corps commence à se dessécher et à se fossiliser. Mary-Louise s'excuse auprès de Nora.
- Initialement prévu pour le 11 février sur CTV Two et le 12 février sur The CW, l'épisode a fuité sur les sites de piratage un jour avant sa première diffusion sur CTV Two.[réf. nécessaire]

### Épisode 13:Tous sans exception
- Canada : 18 février 2016 sur CTV Two
- États-Unis : 19 février 2016 sur The CW
- France : 
  - 3 février 2017 sur Série Club
  - 18 mai 2017 sur NT1
- Québec :4 mai 2018 sur VRAK.TV

- États-Unis : 1,01 million de téléspectateurs[23] (première diffusion)

La chasseuse Rayna Cruz est présentée à travers plusieurs flashbacks. Lorsqu'elle était jeune, Julian l'a forcée à tuer son propre père (qui était un chasseur de la Confrérie des Cinq). Plus tard, en 1903, elle s'est vengée en le tuant avec son épée qui renferme la Pierre de Phénix. Rayna est également liée à la Pierre grâce au sacrifice de plusieurs chamans, elle peut localiser chaque vampire qui a été blessé avec l'épée.
Dans le présent, Rayna capture Enzo afin de récupérer son épée des mains de Damon et Bonnie. Une fois qu'elle l'a en mains, tous les vampires en contact avec la Pierre voient leurs cicatrices s'ouvrir, ce qui fait qu'ils sont automatiquement repérés et traqués par la chasseuse.
Pendant ce temps-là, Caroline doit accoucher d'urgence mais les bébés refusent de sortir de son ventre, ce qui complique l'opération et augmente les risques de la tuer. Valerie, Nora, Mary-Louise et Beau canalisent les pouvoirs des bébés afin que l'accouchement se passe le plus normalement possible et sans danger. C'est à ce moment que Rayna débarque à l'hôpital et tue Beau sous les yeux horrifiés de Nora et Mary-Louise. Elle cherche ensuite à tuer Damon mais Stefan s'interpose. Malheureusement, il est touché au torse par l'épée de Rayna. Stefan prend alors la fuite et quitte la ville afin d'attirer la chasseuse hors de Mystic Falls tandis qu'Enzo révèle à Damon qu'Elena est toujours en vie. Il explique à un Damon surpris qu'avec Tyler, ils ont pu déplacer le corps d'Elena à New York, ce qui fait que lors de son hallucination, Damon a brûlé un cercueil vide.
Plus tard, Alaric rend visite à Caroline et décide de baptiser les jumelles Josie (en hommage à Jo) et Elizabeth (en l'honneur de la mère de Caroline).

### Épisode 14:Pleine Lune sur le Bayou
- Canada : 25 février 2016 sur CTV Two
- États-Unis : 26 février 2016 sur The CW
- France : 
  - 7 février 2017 sur Série Club
  - 19 mai 2017 sur NT1
- Québec :11 mai 2018 sur VRAK.TV

- États-Unis : 1,12 million de téléspectateurs[24] (première diffusion)

Joseph Morgan (Klaus Mikealson)
Lors d'un flashforward, Caroline est dans un bar avec ses deux filles à la recherche de Klaus mais elle apprend qu'il a quitté la Nouvelle-Orléans depuis trois ans.
De son côté, Stefan cherche à se mettre en sécurité dans un bar où la magie ne fonctionne pas et où l'épée de Rayna Cruz ne peut pas le localiser.
En parallèle, Damon et Bonnie vont chez Enzo car ce dernier veut s'allier avec eux pour capturer Rayna mais Damon refuse, Enzo decide alors de les kidnapper tous les deux et d'enfermer Damon dans une salle avec Tyler un soir de pleine lune.
Alaric et Caroline partent pour Dallas afin de protéger leurs enfants.
- Cet épisode est la première partie d'un crossover qui se termine dans l'épisode 14 de la troisième saison de la série dérivée The Originals[5].

### Épisode 15:Régénérescence
- Canada : 3 mars 2016 sur CTV Two
- États-Unis : 4 mars 2016 sur The CW
- France : 
  - 8 février 2017 sur Série Club
  - 22 mai 2017 sur NT1
- Québec :18 mai 2018 sur VRAK.TV

- États-Unis : 1,06 million de téléspectateurs[25] (première diffusion)

Après avoir été tuée par Aya
, Rayna se réveille dans un bois de la Nouvelle-Orléans. Armée de son épée, elle retourne à Mystic Falls. Mais elle est piégée par Matt et Damon et ce dernier la tue en lui arrachant le cœur, puis en découpant son corps en morceaux avant de l'emmener dans la forêt. Comme ils le prévoyaient, la chasseuse ressuscite quelques instants plus tard. Les deux ennemis en profitent pour faire connaissance "dans les règles". De leur côté, Enzo amène Bonnie à l'Armurerie et lui annonce qu'il connait un moyen de vaincre Rayna Cruz. Ils apprennent que la chasseuse ne peut mourir que huit fois, à cause des sacrifices des huit chamanes. L'Armurerie conserve les corps des huit chamanes et à chaque fois que la chasseuse meurt, le corps fossilisé d'un chamane se décompose et est réduit en cendres. Les corps de six chamanes sont déjà décomposés, ce qui signifie que Rayna n'a plus que deux vies à vivre. Bonnie s'empresse d'avertir Damon et ce dernier se fait une joie de tuer une nouvelle fois la chasseuse. Alors que Damon s'apprête à la tuer pour de bon, il est averti par Bonnie que si Rayna meurt définitivement, alors tous ceux qui ont été marqués par son épée mourront en même temps qu'elle, incluant Stefan. Après avoir frôlé la mort et étant prévenu de cette condition, Stefan cherche avec Valérie un moyen de se débarrasser de sa cicatrice. Il finit par abandonner Caroline, afin de ne pas la mettre en danger. Quant à Rayna, elle est finalement capturée par les membres de l'Armurerie. Damon annonce à Stefan que pour éviter de faire souffrir son entourage, il a décidé de se dessécher auprès d'Elena jusqu'à ce que celle-ci se réveille de son sommeil, soixante ans plus tard. Il se rend à New York, à Brooklyn, et s'enferme dans son cercueil en se desséchant petit à petit.

### Épisode 16:Passé, présent, futur
- Canada : 31 mars 2016 sur CTV Two
- États-Unis : 1er avril 2016 sur The CW
- France : 
  - 9 février 2017 sur Série Club
  - 23 mai 2017 sur NT1
- Québec :25 mai 2018 sur VRAK.TV

- États-Unis : 1,07 million de téléspectateurs[26] (première diffusion)

### Épisode 17:Trois jours de sursis
- Canada : 7 avril 2016 sur CTV Two
- États-Unis : 8 avril 2016 sur The CW
- France : 
  - 10 février 2017 sur Série Club
  - 24 mai 2017 sur NT1
- Québec :1er juin 2018 sur VRAK.TV

- États-Unis : 1,03 million de téléspectateurs[27] (première diffusion)

Stefan, Nora et Mary-Louise sont morts. Valérie se recueille sur le lieu de l'explosion en expliquant à Damon que la Pierre de Phénix a été détruite, avec toutes les âmes des vampires qu'elle contenait. Mais plus tard, Rayna est rattrapée par Valérie. La chasseuse, sous la torture, lui explique qu'avec la Pierre détruite, toutes les âmes des vampires se sont échappées dans le monde des vivants et que sans les corps originaux, se sont mises à posséder un corps de n'importe quel être vivant, qu'il soit humain ou vampire.

### Épisode 18:Le Mystère de la chambre forte
- Canada : 14 avril 2016 sur CTV Two
- États-Unis : 15 avril 2016 sur The CW
- France : 
  - 11 février 2017 sur Série Club
  - 25 mai 2017 sur NT1
- Québec :8 juin 2018 sur VRAK.TV

- États-Unis : 1,02 million de téléspectateurs[28] (première diffusion)

Afin d'éviter que Marty ne meure, Damon le fait soigner dans une ambulance qu'il envoie à Valérie, qui prépare le sort pour réunir l'âme et le corps de Stefan. A Memphis, Ambrose, le vampire qui occupe le corps de Stefan, continue d'organiser des meurtres d'étudiants. Damon embarque Alaric afin de le capturer. Néanmoins, Ambrose propose à Damon de lui rendre le corps de Stefan en échange de Rayna Cruz. Damon et Alaric se lancent alors sur les traces de la chasseuse. Mais cette dernière est capturée par Enzo, qui compte l'utiliser afin de sauver la vie de Bonnie. Finalement, Ambrose décide de se débarrasser de Marty afin de pouvoir rester dans le corps de Stefan. Alors qu'il s’apprêter à l'achever, il est neutralisé par Damon et Alaric. Valérie arrive difficilement à remettre Stefan dans son corps mais réalise que celui-ci ne l'aime pas de la même façon qu'elle l'aime et décide de rompre. Quant à Alaric, il rejette Damon à cause de ses choix égoïstes, comme de s'enfermer dans un cercueil pendant trois ans. Damon veut maintenant reprendre contact avec Bonnie, qu'il n'a pas revue depuis trois longues années.

### Épisode 19:L'Unique Solution
- Canada : 21 avril 2016 sur CTV Two
- États-Unis : 22 avril 2016 sur The CW
- France : 
  - 3 mars 2017 sur Série Club
  - 26 mai 2017 sur NT1
- Québec :15 juin 2018 sur VRAK.TV

- États-Unis : 1,02 million de téléspectateurs[29] (première diffusion)

Alors qu'il sait Bonnie condamnée à cause des pilules tueuses, Enzo s'associe avec Damon afin de trouver un moyen de sauver la jeune sorcière. Les relations sont tendues entre Damon et Bonnie, la jeune femme n'arrivant pas à lui pardonner son choix de l'abandonner durant trois ans.
Enzo demande à Rayna Cruz de transférer la dernière de ses huit vies à Bonnie. La chasseuse accepte à la condition qu'ils l'aident à exterminer tous les vampires qui se sont échappés de la Pierre du Phénix lors de sa destruction. Enzo, Damon et Bonnie font équipe ainsi que Stefan et Alaric de leur côté. Les deux groupes font des razzias à travers tous les états voisins et exterminent un à un tous les vampires installés dans un autre corps. 
De son côté, Enzo reçoit la visite d'Alex qui lui demande de lui livrer Bonnie afin qu'elle l'aide à sauver sa sœur Yvette, retenue captive depuis plus de quatre années dans une crypte située sous l'Armurerie et scellée par un sortilège. En échange, elle promet de faire tout ce qu'elle peut pour sauver Bonnie.
En parallèle, Stefan doit faire face à l'hostilité d'Alaric, qui lui en veut énormément d'avoir brisé le cœur de Caroline trois ans auparavant. Lorsque Stefan se rend chez eux, il tombe sur Caroline mais celle-ci décide de l'ignorer.
À la fin de l'épisode, Stefan reçoit un appel de Damon lui annonçant de la part de Rayna que la liste des vampires échappés est en réalité beaucoup plus longue que ce qu'ils ne s'étaient imaginés.

### Épisode 20:Tuez-les tous
- Canada : 28 avril 2016 sur CTV Two
- États-Unis : 29 avril 2016 sur The CW
- France : 
  - 10 mars 2017 sur Série Club
  - 29 mai 2017 sur NT1
- Québec :22 juin 2018 sur VRAK.TV

- États-Unis : 1,05 million de téléspectateurs[30] (première diffusion)

Alors que Enzo, Damon, Alaric et Caroline continuent d'exterminer un à un tous les vampires de la liste de Rayna, Bonnie est au plus mal.
De son côté, Matt se retrouve à faire équipe avec Stefan, envers qui il éprouve une extrême rancœur car il le croit responsable de la mort de sa fiancée Penny deux ans auparavant.
Mais le jeune policier apprend finalement la vérité: alors que Stefan se rendait sur la tombe du shérif Forbes, Matt est arrivé et a tiré par erreur sur Penny, qui était tapie dans l'ombre, la tuant sur le coup. Témoin de la scène, Stefan a décidé d'hypnotiser Matt pour qu'il croie que Penny est morte dans un accident de la route. 
De son côté, Damon passe un marché avec Alexandria: il lui livre Bonnie en échange de l'aide de l'Armurerie pour exterminer tous les vampires encore sur la liste. Ceci fait, comme promis, Bonnie les aide à ouvrir le mystérieux caveau situé sous l'Armurerie. Mais une fois le caveau ouvert, Alexandria retrouve le cadavre de sa sœur à l'intérieur, morte depuis quatre ans.
Elle prend conscience que le caveau est habité par une mystérieuse force mystique capable d'aspirer l'âme des êtres vivants, qui n'ont plus alors ni compassion, ni empathie. Tandis que les membres de l'Armurerie tentent d'échapper à cette menace, Bonnie les enferme à l'intérieur de la maison en la scellant par un sortilège; désormais, plus personne ne peut en sortir.

### Épisode 21:Pour rompre la malédiction
- Canada : 5 mai 2016 sur CTV Two
- États-Unis : 6 mai 2016 sur The CW
- France : 
  - 16 février 2017 sur Série Club
  - 30 mai 2017 sur NT1
- Québec :29 juin 2018 sur VRAK.TV

- États-Unis : 900 000 téléspectateurs[31] (première diffusion)

En mourant, Rayna a donné sa dernière vie à Bonnie et lui a transféré sa force surnaturelle et son envie de meurtre. Mais Bonnie est toujours endormie chez les Salvatore, son esprit dans une sorte de transition en chasseuse. Caroline s'introduit dans l'esprit de Bonnie afin de l'aider à contrôler ses émotions mais cette dernière, corrompue par la rage, la blesse en lui infligeant une cicatrice à l'épaule. Enzo s'introduit à son tour dans son esprit afin d'essayer de la raisonner. Bien qu'endormie, Bonnie arrive tout de même à blesser les vampires dans la réalité, en les marquant d'une cicatrice, tout comme Rayna. Damon et Enzo se demandent s'il ne vaudrait pas mieux que Bonnie reste dans le coma. 
Stefan drogue Caroline pour lui faire quitter la ville. Ce geste ne convient pas à la jeune femme, qui reproche à Stefan son manque de respect vis-à-vis d'elle. Désormais, Caroline se retrouve dans la même situation que Stefan trois ans auparavant; marquée par Bonnie devenue chasseuse, elle est obligée de fuir aux côtés de Stefan, en laissant Alaric et leurs filles. Consciente des choix qu'il a dû faire afin de la protéger, Caroline commence petit à petit à lui pardonner ses actions. 
A Mystic Falls, Damon s'introduit dans l'esprit de Bonnie afin de la réveiller. Il déclenche ainsi un violent accès de rage chez la jeune sorcière et celle-ci finit par se réveiller. Elle poursuit le vampire jusque dans la forêt, armée de pieux en bois, bien décidée à le tuer. Alors que Damon se retrouve à la merci de Bonnie, il tente, dans un dernier élan désespéré, de la faire ramener à la raison mais rien n'y fait. Il est alors secouru par Matt, qui neutralise Bonnie. Alors que Matt roule sur l'autoroute pour emmener Bonnie le plus loin possible, celle-ci se réveille et l'étrangle par derrière avant de faire demi-tour pour se lancer à la poursuite de Damon. 

### Épisode 22:Nul n'échappe à son destin
- Canada : 12 mai 2016 sur CTV Two
- États-Unis : 13 mai 2016 sur The CW
- France : 
  - 17 février 2017 sur Série Club
  - 31 mai 2017 sur NT1
- Québec :6 juillet 2018 sur VRAK.TV

- États-Unis : 1,04 million de téléspectateurs[32] (première diffusion)

Bonnie traque toujours Damon, Caroline et Enzo à bord de la voiture de Matt. Elle avoue qu'elle n'a aucune intention de les blesser mais qu'elle est incapable de contrôler son envie de meurtre. Elle finit par rattraper Stefan et Caroline sur la route 60 mais Matt parvient à donner un coup de volant pour les éviter et la voiture sort de la route avant d'atterrir en pleine forêt. Matt est sévèrement blessé et perd énormément de sang mais malgré cela, Bonnie le laisse sur place et se remet en chasse. Elle finit par retrouver Enzo dans la maison où il l'a cachée pendant des mois.
De son côté, Damon, après avoir essayé sans succès de pénétrer dans l'Armurerie afin de récupérer le cercueil du dernier Éternel, suggère d'utiliser les jumelles d'Alaric, Jozzie et Lizzie qui sont des siphonneuses, pour ouvrir les portes. D'abord réticente, Caroline finit par accepter. Alaric, Damon et Stefan se retrouvent devant le bâtiment et grâce aux filles, arrivent à entrer. Après avoir inspecté tout le château, les frères Salvatore en déduisent que le cercueil se trouve dans le caveau, là où la mystérieuse force est enfermée. Damon décide d'y pénétrer seul et Stefan, à contrecœur, le laisse faire. Une fois dans le caveau, Damon finit par trouver le cercueil et le brûle, ce qui a pour effet de guérir Bonnie juste au moment où celle-ci était sur le point d'enfoncer un pieu dans le cœur d'Enzo. Après cela, Alaric décide de rentrer à Dallas avec ses filles en laissant Caroline libre de ses choix. La jeune femme avoue alors à Stefan qu'elle est toujours amoureuse de lui.
Dans l'Armurerie, Damon est sur le point de sortir du caveau lorsque, sidéré, il entend la voix d'Elena l'appeler à l'aide. Comme hypnotisé, il s'enfonce dans les profondeurs du caveau. Plus tard, Enzo arrive et déverrouille l'entrée du caveau pour le rechercher. Il y retrouve son ami comme dépossédé de son humanité. Soudain, une créature mystérieuse l'attrape par derrière et l'emporte dans les profondeurs du caveau.
Plusieurs jours plus tard, Stefan, Bonnie et Caroline sont toujours dans l'Armurerie, incapables d'ouvrir la porte du caveau. Lorsque Alaric arrive enfin à déverrouiller l'entrée, Bonnie constate avec effarement qu'il n'y a nulle trace de Damon et d'Enzo dans la crypte. Bonnie, qui n'a plus aucun pouvoir, continue ses recherches avec l'aide de Caroline et Stefan. À Mystic Falls, Matt, rétabli, quitte la ville afin de trouver la paix et le bonheur, loin de l'influence des vampires. Trois mois plus tard, Bonnie, Caroline et Stefan entendent une rumeur selon laquelle une soixantaine de disparitions inexpliquées auraient été signalées sur la côte ouest. Nous voyons alors Damon et Enzo dans un immense entrepôt, comme possédés, s'amuser à pendre par les pieds et à égorger un grand nombre de victimes humaines.